# A563 Marie-Miljø
A563 Marie-Miljø er det andet af de to mindre miljøskibe af Seatruck-klassen. Skibet blev lavet i Esbjerg i slutningen af 1970'erne og færdiggjort på Nykøbing Mors Værft. De fungerede under miljøministeriet frem til 1996 hvor det blev overført til Søværnet som følge af forsvarsforliget. Marie-Miljø hører organisatorisk under division 17 (2. miljødivision) i 1. eskadre. Skibet er malet i orangerøde og cremede farver for at markere skibenes civile opgaver frem for militære opgaver.